# Személyiségteszt
Személyiségteszt a pszichológiai tudományterületek fejlődésével megszületett a személyiség fogalma és a személyiségpszichológia kutatásterülete, ami magával vonzotta a személyiség mérhető, empirikusan igazolható adatokra való lefordításának igényét.

## Történeti előzmények
Amikor a pszichológia személyiségről beszél, akkor egyfajta karakterstruktúrára gondol, melyet viselkedési típusok és különböző személyiségjegyek határoznak meg (Leszcynski és Schuhmann, 1995). A személyiség pszichológiában vizsgálhatnak teljes életszakaszokat, ilyenkor az életút-analízis módszerével élnek, valamint validált, standardizált teszteket is felvehetnek, melyek lehetnek objektívek illetve projektívek, a vizsgálati személyekkel. A továbbiakban a személyiség tesztelés történetét fogjuk bemutatni, különös tekintettel az objektív és projektív tesztek kialakulására és alkalmazhatóságára.

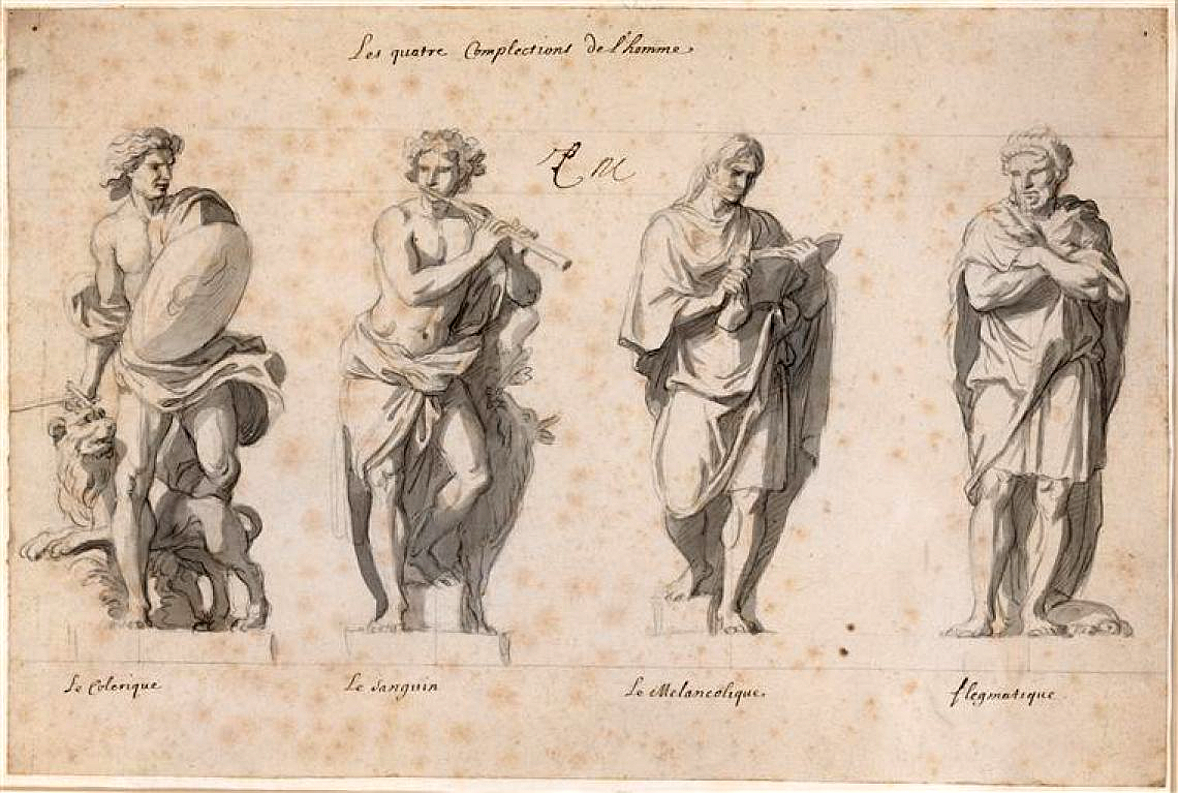
Az ókorban úgy gondolták, hogy a világegyetemet alkotó négy őselem a víz, a föld, a tűz és a levegő az emberi szervezet testnedveiben is megjelenik, ennek alapján négy vérmérsékletet állapítottak meg, amelyet a következőknek gondoltak: kolerikus, melankolikus, flegmatikus, szangvinikus

Genetikusan magunkkal hordozott tulajdonságunk a csoporthoz való tartozás igénye, az egyes csoportokban különféle személyiségi és viselkedési sztereotípiákat sajátítunk el, melyek megkönnyítik a mindennapi szociális interakcióinkat, eligazítanak konfliktus helyzeteinkben, tapasztalatainkat pedig továbbadjuk a következő nemzedéknek (Smith és Mackie, 1995). Nem meglepő tehát, hogy már az ókori gondolkodókat (Hippokratész, Galénosz) is foglalkoztatta, hogy a személyiségjegyek alapján hogyan lehetne besorolni az embereket. Végül négy vérmérsékletet (a négy őselem miatt) alkottak meg, melyek a túlsúlyba kerültnek gondolt testnedvek alapján a következők voltak: kolerikus, melankolikus, szangvinikus, flegmatikus. 
A 20. században Kretschmer, Carl Gustav Jung és Erich Jaensch hatására jelentős változásokon esett át a személyiségpszichológia, a legtöbb jelentős személyiségkutató az elméleteikre alapozva alkotta meg tesztjeit, végezte el kutatásait.
Kretschmer alkati tipológiai elmélete szerint a testalkat és a személyiség szorosan összefüggnek egymással vegetatív idegrendszeri hatások révén, melyek a hormonháztartást és mirigy működést szabályozzák; ez alapján három vérmérsékleti típust alakított ki, melyek a következők voltak: ciklotím (piknikus alkat), skizotím (aszténiás alkat), viszkózus (atletikus alkat).
Jung rendszerének alapkérdése az volt, hogy az emberi személyiség kialakulása mennyiben függ a külvilágból érkező hatásoktól, valamint az introvertált és extrovertált személyiségtípus fogalmak megalkotása is hozzá köthető.
Jaensch az alapján, hogy az egyes emberek lelki jelenségeiket miként élik át, a személyiség két típusát különböztette meg, melyek az integrált és a dezintegrált típusok voltak.

## Objektív tesztek bemutatása
Legismertebb objektív tesztek: 16PF, EPQ, Big 5, CPI
A 16 személyiségfaktor kérdőív (16PF) Cattell és munkatársai (1977) nevéhez köthető, akik elsőként alkalmazták a faktoranalízist, hogy feltárják az egyes személyiségdimenziókat. Cattell (1947) szerint fontos, hogy a tapasztalatainkból induljunk ki, ne pedig feltételezésekből, mert azok könnyen félrevezethetik a kutatókat. Cattell (1947, 1965) a vonásleíró szókincset vette alapul, mivel úgy gondolta, hogy egy személyiségjellemzőre minél több leíró szavunk van, az a tulajdonság annál fontosabb, így ezt az elvet követve leszűkítette 4500 szóra Allport és Odbert (1936) gyűjteményét, majd a szinonimákat és nem egyértelmű szavakat kirostálva 171 vonásnevet kapott. Ezután faktoranalízist végzett az egybegyűjtött vonáscsoportjain, és az így kapott faktorokat tovább vizsgálva megállapította, hogy 16 dimenzió mentén írható le a személyiség, és innen kapta a teszt a nevét is (Cattell, Eber és Tatsuoka, 1977).
Az EPQ (Eysenck Personality Questionnaire) 90 tételes tesztet Hans Eysenck és Sybil Eysenck (1975) publikálták alapul véve Hippokratész, Galénosz, valamint Jung és Wundt megfigyeléseit. Maga a teszt az Eysenck (1967) által megnevezett két dimenziót (szupervonást) méri. Eysenck (1967) felhasználta az ókori négy vonást (melankolikus, kolerikus, szangvinikus, flegmatikus), valamint hozzáadta a szupervonás (személyiség mögöttes dimenziói) elméletét, és arra volt kíváncsi, hogy a két szupervonás (introverzió-extraverzió, emocionalitás-neuroticizmus) értékei alapján megkaphatóak-e az alapvonásokra jellemző tulajdonságjegyek. Eysenck és munkatársai (1976) szerint az extraverzió és neuroticizmus dimenziói az idegrendszerrel állnak kapcsolatban, továbbá tanulmányaikban foglalkoztak egy harmadik dimenzióval is, amit pszichoticizmusnak neveztek el, megléte pszichotikus zavarok kialakulásának lehetőségére mutat rá. Az ötfaktoros modell (Big 5) talán a leginkább elfogadott és ismert személyiségtesztek közé tartozik, az elnevezés Goldberg (1981) és Wiggins (1996) nevéhez fűződik, mivel a modell a 16PF teszt faktorainál leginkább kiemelkedő 5 faktort vizsgálja, és kialakítására a 16PF teszttel kapcsolatos kritikák miatt volt szükség. A modellt ma is ismert formájában Tupes és Christal (1990) publikálták elsőként. A teszt a következő öt faktort vizsgálja: az első az extraverzió faktora (magabiztosság, impulzusok szabad kifejezése, esetleg boldogság), a második a barátságosság faktora (szociális kapcsolatok fenntartásának képessége), a harmadik faktor a lelkiismeretesség (tervezés, kitartás), a negyedik faktor az emocionalitásé, vagy más néven a neuroticizmusé (ennek jelentése EPQ-hoz hasonló), valamint az ötödik faktor az intellektus, ami a kultúrára való nyitottságot méri, és ez az a faktor, ami a legtöbb vitára adja az okot, főleg az eltérő mérőmódszerek miatt. Továbbá elmondható, hogy az ötfaktoros modell több más modellel is hasonlóságot mutat, pontosan ezért a Big5 a legtöbb személyiségvizsgálatban jól kombinálható velük.
A CPI (California Psychological Inventory) egy 480 tételes, igen-nem válaszokat igénylő önjellemző kérdőív, melyet Harrison Gough  (1956) jelentetett meg. A CPI teszt hasonlóságot mutat az MMPI (Minnesota Multiphasic Personality Inventory) teszttel, már csak azért is, mivel a benne szereplő 480 kérdésből 194 kérdést az MMPI tesztből vettek át. A kiértékelések során 18, egymással korreláló skálát határoztak meg, melyeket négy skálaosztályhoz rendeltek az alábbiak szerint: dominancia-szubmisszió (dominancia, status elérésére való képesség, szociabilitás, szociális fellépés, önelfogadás, jó közérzet), felettes-én funkciók erőssége (felelősségtudat, szocializáltság, önkontroll, tolerancia, jó benyomás keltése, közösségiség), intellektuális hatékonyság-teljesítmény motiváció (teljesítmény elérése konformizmus útján, teljesítmény elérése függetlenség útján, intellektuális hatékonyság), szociális viselkedés, ami magába foglalja a pszichológiai érzék, flexibilitás, nőiesség alskáláit. Magyarországon 1973 óta alkalmazzák. adaptációja az ELTE-n történt.

## Projektív tesztek bemutatása
Legismertebb projektív tesztek: Rorschach-próba és más foltértelmező eljárások, szóasszociáción alapuló módszerek, Tematikus Appercepciós Teszt (TAT), valamint a TAT különböző változatai, mondat- vagy történetbefejezési technikák, Szondi-teszt, projektív rajztesztek.
A személyiség pszichoanalitikus megközelítésén alapuló vizsgálati módszerek elsődlegesen a tudattalan vágyak, a motivációk és a rejtett konfliktusok feltárásának eszközei. A projektív technika elnevezés Frank (1939) nevéhez köthető, aki a belső szükségletek és érzések olyan többértelmű ingerekre történő kivetítéseken alapuló mérőeszközöket nevezte így, amelyekre nem adható határozott válasz. Mivel a bizonytalan és határozatlan ingerekre nincs nyilvánvaló válasz, így az egyén saját érzéseit, vélekedéseit és tudattalan vágyait, illetve szükségleteit vetíti az ingerre adott válaszaiba. A projektív hipotézisen alapuló indirekt technikával tehát a személyiség mélyebb rétegeit térképezhetjük fel, amelyekhez az egyszeri önjellemzésen alapuló kérdőíves megoldásokkal nehezen férhetnénk hozzá.
A projektív módszerek sokkal inkább a személyiségműködés globális értékelésére alkalmasak, mintsem speciális vonások vagy reakciók feltárására. Minél strukturálatlanabb az inger, annál szabadabb, kötetlenebb választ kaphatunk az egyéntől. Az ilyen válaszokban a személy védekező reakciói kevésbé nyilvánulnak meg, szemben a strukturált mérőeszközökben megfogalmazott konkrét kérdéseknél gyakran tapasztalt ellenállással. A projektív rajztesztek a legelterjedtebb projektív vizsgálóeljárások közé tartoznak. A módszer legfőbb jellemzői között az instrukció keretein belüli szabad önkifejezést említhetjük meg, vagyis a rajzoló azt és úgy rajzolhat meg, amit és ahogyan akar. Az instrukció szándékosan csak minimális mértékben befolyásolja a rajzot, és a lehető legkevesebb információt adja a vizsgált személy számára (Vass, 1996).
A klinikai munkában gyakran alkalmazzák az emberalak, a család, az elvarázsolt család, az állatok, a fa vagy a ház ábrázolását diagnosztikus eszközként, vagy terápiás segédeszközként. A projektív rajzok általános értelemben valamely kognitív struktúra externalizációjaként írhatók le. Értékelésük során a megadott standard ingermintára (a konkrét rajzfeladatra), a rajzban megnyilvánuló ábrázolási sajátosságokra (pl. vonalvezetés, a kidolgozottság precizitása, színhasználat) és szimbolikus tartalmakra támaszkodhatunk (Süle, 1988). Az emberrajzot Goodenough már 1926-ban az intelligencia becslésére használta. A módszert azonban az 1940-es évek végén Machover ruházta fel pszichodinamikai tartalommal, s alkotta meg az Emberrajzpróbát (Draw-A-Person Test; Machover, 1949). Az Emberrajzpróba felvétele egyszerű, rajzlapot és ceruzát igényel. Az instrukció mindössze annyi, hogy megkérjük a vizsgált személyt arra, rajzoljon egy embert. Amikor a rajz kész, akkor a vizsgálatvezető megkéri a személyt arra, hogy az előző figurával ellentétes nemű személyt rajzoljon. Végezetül, a vizsgálati személytől azt kéri, hogy mondjon egy történetet a rajzolt figurával. Az Emberrajzpróba Machover által javasolt értelmezési rendszere számos intuitív elemet tartalmazott, és alapos pszichodinamikai ismereteket követelt. Az emberalakrajz más tematikus projektív rajztesztekben is szerepel, amelyek egy része Machover instrukciójának módosításán, kiterjesztésén alapul (Vass, 1996). Ilyennek tekinthető például a Rajzoljon egy embert az esőben teszt (Draw-APerson-in-the-Rain), a Rosenberg-féle DAP-technika, amelyben a személyt a saját rajzáról készített másolat tetszőleges módosítására kérik, vagy Baltrusch emberrajztesztje. Az empirikus vizsgálatok többsége nem tudta igazolni az alakrajzmódszerek érvényességét mindaddig, amíg részletes és objektív értékelési algoritmusokat nem készítettek a kiértékeléshez. Ilyennek tekinthető például a Naglieri és munkatársai (1991) által kifejlesztett emberrajzteszt, amelyet a 6-17 évesek érzelmi problémáinak felismerésére dolgoztak ki. Az értékelés alapját egy férfi, egy nő és a rajzoló saját magáról megalkotott rajza jelenti. Az objektív értékelési rendszert több mint 2.000 iskolás reprezentatív mintájának eredményei alapján készítették el. A projektív tesztek a többértelmű ingerekre történő kivetítéseken alapuló olyan mérőeszközök, amelyek a belső szükségletek, a konfliktusok és a tudattalan vágyak felmérését teszik lehetővé. A legismertebb projektív technikák a Rorschach-próba, a Tematikus Appercepciós Teszt  (TAT), a Szondi-teszt és a projektív rajztesztek.
A Rorschach-próba olyan foltértelmező eljárás, amelynek ingereit 10, közel szimmetrikus tintafolt jelenti. A hazai gyakorlatban használatos értékelési rendszer kialakítását Mérei Ferenc készítette el. A válaszok értékelése az alábbi öt nagy területen történik: felfogásmód, determináns, tartalom, gyakoriság és különleges reakciók. A nemzetközi gyakorlatban az Exner-féle kiértékelési rendszer tekinthető a legátfogóbbnak és a legnépszerűbbnek.
A Holtzman-féle Tintafolt Technika felvétele és kiértékelése egyszerűbb, mint a Rorschach-próbáé; összesen 22 változó mentén értékeli az egyén 45 táblára adott válaszait. Csoportosan is felvehető.
A szóasszociáción alapuló módszerek lényege, hogy az ingerszavak közé olyanokat is belevegyítenek a felsorolásba, amelyek fokozott érzelmi töltéssel vagy kiemelt jelentőséggel bírnak. Az értelmezés alapját többnyire az asszociációt tükröző szavak tartalma és ezek reakcióideje jelenti, de sokszor a feszültség testi kifejeződését is figyelembe veszik. A legjelentősebb szóasszociáción alapuló eljárás a Jung által kialakított 100 szóból álló lista.
A tematikus appercepciós tesztek a vizsgálati személy tudattalan fantáziáinak elemzését és értelmezését segítik azáltal, hogy értékelik a személy képek sorozatáról alkotott történeteit. A Tematikus Appercepciós Teszt 30 fekete-fehér és egy teljesen üres, fehér táblából áll. Minden képet külön-külön tesznek a vizsgálati személyek elé, és arra kérik őket, hogy találjanak ki hozzájuk olyan történeteket, melyekben leírják a szereplők gondolatait, érzéseit, a történet előzményeit és kimenetelét. A TAT felvételi eljárásának és kiértékelésének standardizálására számos módszert dolgoztak ki: pl. Eron és Murstein normái, McClelland és Atkinson teljesítménymotivációs pontozási rendszere, Arnold történetsorelemzése, Cramer elhárítómechanizmusokat feltáró értékelési rendszere, valamint Westen és munkatársainak interperszonális tárgykapcsolatokon nyugvó pontozási rendszere. A TAT gyermekváltozatai a CAT és a CAT-S, időskori változata pedig a SAT, amelyek életkori sajátosságoknak megfelelő helyzeteket jelenítenek meg.
A mondatok befejezésén alapuló eljárások könnyen kialakítható és felvehető módszereknek tekinthetők. A legismertebb eljárásokat Loevinger (WUSCT) és Rotter (RISB) fejlesztették ki. A történetbefejezési technikák közül a legnépszerűbb eljárás a Rosenzweig-féle Frusztrációs Teszt (PFT), amit a hétköznapi stresszből fakadó agresszív jellemzők feltárására dolgoztak ki. Az eljárás 24 sematikus rajzból áll, mindegyiken két személy látható különféle frusztrációt jelentő helyzetekben. A vizsgálati személyek válaszait két szempont szerint mérlegelik: az agresszió iránya és a reakció típusa. A Szondi-teszt a személy projekciós hajlamaira alapozva, különböző manifeszt ösztönbetegekről készült fényképek rokonszenv és ellenszenv szerinti kiválasztása nyomán következtet a vizsgálati személy ösztönéletére. A 48 fényképből álló teszt a hazai klinikai gyakorlatban elterjedt mérőeszköz.
A projektív rajzok általános értelemben valamely kognitív struktúra externalizációjaként írhatók le. Értékelésük során a megadott standard ingermintára (a konkrét rajzfeladatra), a rajzban megnyilvánuló ábrázolási sajátosságokra (pl. vonalvezetés, a kidolgozottság precizitása, színhasználat) és szimbolikus tartalmakra támaszkodhatunk. A klinikai munkában gyakran alkalmazott módszerek: Emberrajzpróba, Farajz-teszt, Ház-Fa-Ember Teszt.